# 諾斯特蘭大道車站 (IND福爾頓街線)
諾斯特蘭大道車站（英語：Nostrand Avenue station）是紐約地鐵IND福爾頓街線一個雙層快車地鐵站，位於布魯克林諾斯特蘭大道及福爾頓街交界，設有A線（任何時候停站）與C線（任何時候停站（深夜除外））列車服務。

## 車站結構
| G           | 街道               | 出入口                                                 |
| B1 快車月台 | 北夾層             | 閘機、往北行慢車月台樓梯及往出入口                     |
| B1 快車月台 | 側式月台，右側開門 |                                                        |
| B1 快車月台 | 北行快速           | 往英伍德-207街（霍伊特-歇爾美角街）                    |
| B1 快車月台 | 南行快速           | 往勒弗茲林蔭路/遠洛克威/洛克威公園（猶提卡大道）       |
| B1 快車月台 | 側式月台，右側開門 |                                                        |
| B1 快車月台 | 南夾層             | 閘機、往南行慢車月台樓梯及往出入口                     |
| B2 慢車月台 | 側式月台，右側開門 | 側式月台，右側開門                                     |
| B2 慢車月台 | 北行               | 往168街（ 深夜時往英伍德-207街（富蘭克林大道）         |
| B2 慢車月台 | 牆壁               |                                                        |
| B2 慢車月台 | 道床               | 無服務                                                 |
| B2 慢車月台 | 道床               | 無服務                                                 |
| B2 慢車月台 | 牆壁               |                                                        |
| B2 慢車月台 | 南行               | 往尤克利德大道（ 深夜時往遠洛克威）（京斯頓-羅普大道） |
| B2 慢車月台 | 側式月台，右側開門 |                                                        |

諾斯特蘭大道是紐約地鐵唯一的上層快車、下層慢車的雙層快車地鐵站。車站起初計劃作為一個傳統的慢車地鐵站，兩個側式月台和四條軌道以及一個夾層，但是上層月台比下層月台寬（與夾層設計相同），下層在慢車軌道之間則有兩條未使用的道床（與慢車站設計相同）。慢車軌道與未使用的道床以牆壁分隔。快車軌道在車站兩側都在慢車軌道層上昇至上層月台停靠，再下降匯入慢車軌道。
每個上層月台都有自己的閘機，沒有上跨道或下跨道。這是紐約地鐵三個不容許轉乘反方向列車的快車地鐵站之一。其餘兩個是IRT萊辛頓大道線的86街以及IND卡爾弗線的卑爾根街（後者下層月台未使用）。往曼哈頓側月台設有樓梯前往諾斯特蘭大道和福爾頓街的西北角和東北角，而往皇后區側則設有樓梯通往東南角和西南角。

## 外部連結
- nycsubway.org—IND Fulton Street Line: Nostrand Avenue
- Station Reporter — A Lefferts
- Station Reporter — A Rockaway
- Station Reporter — C Train
- The Subway Nut — Nostrand Avenue Pictures（页面存档备份，存于）
- Nostrand Avenue entrance from Google Maps Street View
- Platforms from Google Maps Street View